# Aka-Jeru jezik
Aka-Jeru jezik (jeru, yerawa; ISO 639-3: akj), jezik koji se službeno vodi kao izumrli velikoandamanski jezik koji se govorio u unutrašnjosti i na jugu otoka North Andaman i Sound Islandu, Andamani, Indija.
Prema nekim podacima još ga govori najmanje 20 ljudi. Po drugim podacima njime se služi 7 osoba. Pripadao je sjevernoj podskupini velikoandamanskih jezika.

## Vanjske poveznice
- Ethnologue (14th)
- Ethnologue (15th)